# Laphria solita
Laphria solita là một loài ruồi trong họ Asilidae. Laphria solita được Wulp miêu tả năm 1872. Loài này phân bố ở miền Ấn Độ - Mã Lai.